# Ишимов, Бексултан Бекмолдоевич
Бексултан Бекмолдоевич Ишимов (10 августа 1947, с. Чарвак, Джалал-Абадская область, Киргизская ССР) — государственный и политический деятель Кыргызской Республики, генерал-лейтенант милиции, первый экс-секретарь Совета безопасности Кыргызской Республики, депутат 1-го созыва «легендарного» Парламента Кыргызской Республики.
Является одним из разработчиков Декларации о независимости и первой Конституции суверенной Кыргызской Республики и других основополагающих законопроектов на первых этапах становления государственности в качестве председателя Комиссии по делам обороны, безопасности и борьбы с преступностью и Комиссии по законодательству Верховного Совета Кыргызской Республики.

## Образование
- Киргизский государственный институт физической культуры, г. Фрунзе (1969)
- Карагандинская высшая школа МВД СССР, г. Караганда (1980)
- Аспирантура Академии общественных наук ЦК КПСС, г. Москва (1986)

## Трудовая деятельность
- 1969—1970 — Служба в рядах Советской Армии (Отдельная мотострелковая дивизия особого назначения им. Ф. Э. Дзержинского) (Москва, Тамбов)
- 1970—1972 — Начальник отряда Исправительно-трудовой колонии № 12 УИТУ МВД Киргизской ССР
- 1972—1975 — Начальник отделения кадров МВД Киргизской ССР
- 1975—1976 — Заместитель начальника политического отдела МВД Киргизской ССР
- 1976—1978 — Секретарь партийного комитета МВД Киргизской ССР
- 1978—1980 — Инструктор отдела административных органов ЦК КП Киргизской ССР
- 1980—1983 — Заведующий отделом административных, торгово-финансовых органов Таласского обкома партии
- 1983—1986 — Аспирант Академии общественных наук при ЦК КПСС (Москва)
- 1986—1987 — Инспектор отдела организационно-партийной работы ЦК КП Киргизской ССР
- 1987—1988 — Начальник УВД Нарынской области Киргизской ССР
- 1988—1989 — Заместитель министра внутренних дел Киргизской ССР
- 1989—1990 — Заведующий государственно-правовым отделом ЦК КП Киргизской ССР
- 1989—1990 — Член ЦК Коммунистической партии Киргизии
- 1990—1991 — Депутат Верховного Совета Киргизской ССР, член Президиума Верховного Совета Кыргызской Республики
- 1991—1992 — Член Совета Республик Верховного Совета СССР, председатель подкомитета по делам обороны и безопасности (г. Москва), заместитель председателя Комитета по обороне и безопасности межпарламентской Ассамблеи государств СНГ (г. Санкт-Петербург)
- 1992—1995 — Председатель Комиссии по делам обороны, безопасности и борьбы преступностью и Комиссии по законодательству Верховного Совета Кыргызской Республики
- 1995—1996 — Помощник — полномочный представитель Президента в Жогорку Кенеше (Верховный Совет) Кыргызской Республики
- 1996—1999 — Заведующий отделом по делам обороны и правоохранительных органов Администрации Президента Кыргызской Республики, секретарь Совета безопасности Кыргызской Республики
- 1999—2008 — Начальник Академии МВД Кыргызской Республики
- 2004 — заместитель председателя Диссертационного совета при КНУ и Академии МВД по защите кандидатских диссертаций по юриспруденции
- 2005 — Член Президиума Национальной аттестационной комиссии Кыргызской Республики
- 2006 — Член Коллегии МВД Кыргызской Республики
- с 2008 — Персональный пенсионер за особые заслуги перед Кыргызской Республикой

## Спорт
Занимался боксом, имеет 1-й разряд. Является Вице-президентом Всемирной ассоциации рукопашного боя. 3-5 марта 2012 г. в Бишкеке прошел международный турнир по рукопашному бою среди молодежи на призы Вице-президента Всемирной ассоциации рукопашного боя Б. Б. Ишимова.

## Профессиональные достижения и награды
- Медаль «За отличие в охране государственной границы» (27 декабря 1996 года, Россия) — за активную помощь Пограничным войскам Российской Федерации в охране государственной границы[1].
- Доктор юридических наук, профессор
- Заслуженный юрист Кыргызской Республики
- Член Академии Европейского права (Будапешт, 1999)
- Академик Академии проблем безопасности, обороны и правопорядка Российской Федерации
- Первый генерал-лейтенант милиции в истории Кыргызской Республики
- Первый доктор юридических наук и профессор юриспруденции в системе МВД Кыргызской Республики
- Награждён 35 медалями СССР, Российской Федерации, Бельгии и Кыргызской Республики, почетной грамотой Верховного Совета Киргизской ССР, Кавалерским знаком Всемирного Ордена «Наука, образование, культура», именным оружием и часами от Президентов Кыргызской Республики
- Награждён постановлением ЦК КПРФ памятной медалью «100 лет Красной Армии» (2018 год)
- Опубликовал 53 научные работы, в том числе 6 монографий, учебников и учебных пособий

## Семья
Женат, имеет троих детей, девятерых внуков и двух правнуков.